# Delray Beach International Tennis Championships 2014
Delray Beach International Tennis Championships 2014 byl tenisový turnaj pořádaný jako součást mužského okruhu ATP World Tour, který se hrál v areálu Delray Beach Tennis Center na otevřených dvorcích s tvrdým povrchem. Konal se mezi 17. a 3. únorem 2014 ve floridském Delray Beach jako 22. ročník turnaje.
Turnaj s rozpočtem 474 005 dolarů patřil do kategorie ATP World Tour 250. Nejvýše nasazeným hráčem ve dvouhře byl Němec Tommy Haas – dvanáctý hráč světového žebříčku.

## Distribuce bodů a finančních odměn

### Distribuce bodů
| Soutěž       | Vítězové | Finalisté | Semifinalisté | Čtvrtfinalisté | 16 v kole | 32 v kole | Q  | Q3 | Q2 | Q1 |
| ------------ | -------- | --------- | ------------- | -------------- | --------- | --------- | -- | -- | -- | -- |
| dvouhra mužů | 250      | 150       | 90            | 45             | 20        | 0         | 12 | 6  | 0  |    |
| čtyřhra mužů | 250      | 150       | 90            | 45             | 0         |           |    |    |    |    |

### Finanční odměny
| Soutěž            | Vítězové | Finalisté | Semifinalisté | Čtvrtfinalisté | 16 v kole | 32 v kole | Q   | Q3    | Q2    | Q1 |
| ----------------- | -------- | --------- | ------------- | -------------- | --------- | --------- | --- | ----- | ----- | -- |
| dvouhra mužů      | 81 500 $ | 42 920 $  | 23 250 $      | 13 245 $       | 7 805 $   | 4 625 $   | 0 $ | 785 $ | 380 $ |    |
| čtyřhra mužů *    | 26 100 $ | 13 720 $  | 7 440 $       | 4 250 $        | 2 490 $   |           |     |       |       |    |
| * – částka na pár |          |           |               |                |           |           |     |       |       |    |

## Mužská dvouhra

### Nasazení
| Stát         | Hráč            | ATP1) | Nasazení |
| ------------ | --------------- | ----- | -------- |
| Německo      | Tommy Haas      | 12.   | 1.       |
| USA          | John Isner      | 13.   | 2.       |
| Japonsko     | Kei Nišikori    | 16.   | 3.       |
| Jižní Afrika | Kevin Anderson  | 22.   | 4.       |
| Kanada       | Vasek Pospisil  | 25.   | 5.       |
| Španělsko    | Feliciano López | 26.   | 6.       |
| Chorvatsko   | Marin Čilić     | 37.   | 7.       |
| Austrálie    | Lleyton Hewitt  | 40.   | 8.       |

- 1) Žebříček ATP k 10. únoru 2014.

### Jiné formy účasti
Následující hráči obdrželi divokou kartu do hlavní soutěže:
- Marcos Baghdatis
- Ryan Harrison
- Jack Sock

Následující hráči se probojovali do hlavní soutěže z kvalifikace:
- Gastão Elias
- Steve Johnson
- Wayne Odesnik
- Rhyne Williams
  -  Samuel Groth jako šťastný poražený

### Odhlášení
- Brian Baker
- Vasek Pospisil
- Janko Tipsarević

### Skrečování
- Alejandro Falla (poranění zad)
- Ivo Karlović (střevní virus)
- Lu Jan-sun (poranění krku)
- Kei Nišikori (poranění kyčle)
- Lleyton Hewitt (poranění ramena)

## Mužská čtyřhra

### Nasazení
| Stát   | Hráč              | Stát         | Hráč          | ATP1) | Nasazení |
| ------ | ----------------- | ------------ | ------------- | ----- | -------- |
| USA    | Bob Bryan         | USA          | Mike Bryan    | 2.    | 1.       |
| USA    | Eric Butorac      | Jižní Afrika | Raven Klaasen | 64.   | 2.       |
| Mexiko | Santiago González | USA          | Scott Lipsky  | 71.   | 3.       |
| USA    | Nicholas Monroe   | Německo      | Simon Stadler | 107.  | 4.       |

- 1) Žebříček ATP k 10. únoru 2014; číslo je součtem umístění obou členů páru.

### Jiné formy účasti
Následující páry obdržely divokou kartu do hlavní soutěže:
- Ryan Harrison /  Jack Sock
- Adrian Mannarino /  Michael Russell

Následující pár se dostal do hlavní soutěže jako náhradníci:
- Sekou Bangoura /  Vahid Mirzadeh

### Odhlášení
Před začátkem turnaje
- Lu Jan-sun (poranění krku)

Během turnaje
- Benjamin Becker (poranění ramena)
- Tomasz Bednarek (střevní virus)

## Přehled finále

### Mužská dvouhra
- Marin Čilić vs.  Kevin Anderson, 7–6(8–6), 6–7(7–9), 6–4

### Mužská čtyřhra
- Bob Bryan /  Mike Bryan vs.  František Čermák /  Michail Jelgin, 6–2, 6–3